# Engadin
Het Engadin (Reto-Romaans: Engiadina, Italiaans: Engadina, betekenis: Tuin van de Inn) is een van de diepste bergdalen (dat van de rivier de Inn) van de Alpen. Het ligt in het Zwitserse kanton Graubünden en is van begin tot eind ruim 80 km lang. Het is onder te verdelen in Oberengadin en Unterengadin. Het Engadin gaat dalafwaarts over in het Oostenrijkse Oberinntal.

## Oberengadin
In het Oberengadin is het dal hoog en breed: de hoogte varieert van 1800 tot 1600 meter. Het klimaat is droog en zonnig, met koele zomers en koude winters, waarbij sneeuw in de zomer net zo goed mogelijk is als 35 graden vorst in de winter.
De landschappelijke schoonheid trekt veel toeristen, vooral 's winters. Het is niet alleen populair bij wandelaars en bergbeklimmers, maar door de verschillende meren ook bij zeilers.
In het grootste zijdal ligt, aan de voet van de vierduizender Piz Bernina, de gemeente Pontresina (Reto-Romaans: Puntraschigna). Via de Berninapas kan het Valposchiavo-dal en vervolgens Italië bereikt worden. De Malojapas leidt naar het Val Bregalgia, dat uitkomt in het Italiaanse Chiavenna en vervolgens in het Comomeer.
Via de Julierpas kan Bivio en de rest van Graubünden bereikt worden.
In het Oberengadin liggen van hoog naar laag: Maloja (Retoromaans: Maloia), Segl (Duits: Sils), Silvaplana, Champfer, Celerina, Sankt Moritz (Retoromaans: San Murezzan), Bever, La Punt Chamues-ch, Madulain, Zuoz en S-chanf.

## Unterengadin
In het Unterengadin is het dal smal en diep: de hoogte varieert van 1600 tot 1000 meter. Het klimaat is droog en zonnig, maar door de lagere en meer beschutte ligging iets zachter dan het Oberengadin. Het Unterengadin is ruig, met wilde, bosrijke zijdalen, en schilderachtige dorpjes. De Inn stroomt hier herhaaldelijk in kloven met stroomversnellingen.
Via de Ofenpas (Reto-Romaans: Pass dal Fuorn 2149 meter) kan het Val Müstair en Italië (Zuid-Tirol) bereikt worden. De Flüelapas leidt naar Prättigau en de rest van Graubünden.
In het Unterengadin liggen achtereenvolgens: Brail, Zernez, Susch, Lavin, Giarsun, Guarda, Ardez, Ftan, Scuol (Schuls), Tarasp, Sent, Ramosch, Vnà, Tschlin en Martina.
Van St. Moritz tot Scuol rijdt de Rhätische Bahn, die via de Berninapas en tunnels onder de Albulapas en de Vereinapas het Engadin verlaat. St. Moritz is tevens een eindpunt van de Glacier Express (Zermatt is het andere uiteinde).
In het dwarsdal Val Sinestra van het Unterengadin ligt bij Zuort de Chasa Mengelberg, het voormalig buitenhuis van Willem Mengelberg.